# 中共中央关于知识分子问题会议
中共中央关于知识分子问题会议又稱全国知识分子问题会议或知识分子问题会议，是1956年1月14日至1月20日在中華人民共和國北京市召开的一場會議。
周恩来在會上發表《关于知识分子问题的报告》，當中有提到「建设社会主义必须依靠工人、农民、知识分子的联盟」、「知识分子已经是工人阶级的一部分」、「信任和支持知識份子」。毛泽东表示，「文化革命，没有知识分子是不行的」。
會議結束后，中共中央发出《关于知识分子问题指示》，要求发挥知识分子的作用。